# 斑头舌鳎
斑头舌鳎（学名：Cynoglossus puncticeps）为輻鰭魚綱鰈形目鰨亞目舌鳎科舌鳎属的鱼类，俗名龙利、挞沙、花龙鱼等、狗舌、鞋底、花舌。分布于西达巴基斯坦、南达印度尼西亚、东达菲律宾以及两广到福建及台湾等近海等，属于暖水性浅海底层鱼，棲息深度1-140公尺，體長可達35公分，棲息在沙泥底質底層水域，以底棲性無脊椎動物為食，生活習性不明，可做為食用魚。该物种的模式产地在中国。